# شاه نکدر
شاه نکدر (به انگلیسی: Shah Nikdur) یک شهر در پاکستان است که در پنجاب واقع شده‌است.